# План на ООН за разделяне на Палестина
Планът на ООН за разделяне на Палестина, утвърден с Резолюция 181 (II) на Общото събрание на Организацията на обединените нации на 29 ноември 1947 година, е предложение на организацията за уреждане на статута на Палестина след края на Британския мандат.
Той предвижда изтегляне на британските войски от подмандатната територия до 1 август 1948 година и създаването до 1 октомври 1948 година на две независими държави – арабска и еврейска, – като Йерусалим получи особен статут без да е част от двете държави. Двете нови държави трябва да образуват икономически съюз, като се гарантират религиозните и малцинствени права в тях. Планът е приет от Еврейската агенция за Палестина, въпреки някои нейни възражения срещу него, но е отхвърлен от повечето арабски лидери и държави, които отхвърлят възможността за разделяне на областта, позовавайки се на правото на самоопределение на населението.
Резолюцията на събранието излиза с препоръка за създаването на независима арабска и еврейска държава и специален международен режим за град Йерусалим. Планът за разделяне представлява документ базиран на четири части: приложен към резолюцията, предвижда прекратяване на мандата, прогресивно оттегляне на британските въоръжени сили и очертаване на границите между двете държави и Йерусалим. Част I от плана предвижда мандата на Обединеното кралство да бъде прекратен възможно най-скоро и кралските военни сили да се оттегли не по-късно от 1 август 1948 г. Новите държави се предполага да възникнат два месеца след оттеглянето на Великобритания, но не по-късно от 1 октомври 1948 г. Планът се стреми да отговори на противоречивите цели и претенции на две конкурентни движения, палестински национализъм и еврейски национализъм, още наричан – ционизъм. В планът също така се призовава за икономически съюз между предложените държави за защита на религиозните права и правата на малцинствата.
Планът така и не е приложен, тъй като на следващия ден избухва Гражданската война в Подмандатна Палестина.
| ООН „Общо събрание – Резолюция 181 (II) | |
| Специален комитет на ООН (3 септември r 1947; виж зелените линии) and ООН Ad Hoc Committee (25 ноември 1947) план за разделяне. Предложението на комитета на ООН е гласувано в резолюцията. | |
| Дата | 29 ноември 1947 |
| Номер на среща | 128 |
| Код | A/RES/181(II) (Document) |
| Протокол на гласуване | · 33 „за“ · 13 „против“ · 10 въздържали се |
| Резултат | Препоръка към Обединеното кралство като задължителна сила за Палестина и към всички останали членове на ООН приемането и изпълнението по отношение на бъдещото правителство на Палестина на плана за разделяне с Икономическия съюз, посочен в резолюцията. |

## Предистория
Британската администрация е легализирана от Организацията на обединените на нациите в рамките на Палестинския мандат през 1923 г., като част от разделянето на Османската империя след Първата световна война. Британското преброяване от 1918 г. установява, че в Палестина населението представлява 700 000 араби и 56 000 евреи.
През 1937 г., след шестмесечна арабска генерална стачка и въоръжено въстание, целящо да преследва националната независимост и премахването на чуждестранен контрол в страната, британците създават Колективна комисия или по скоро наричана Палестинска кралска комисия. Комисията заключава, че мандатът е станал неприложим, и препоръча разделянето на арабската държава. За да се справят с проблемите, произтичащи от присъствието на национални малцинства във всяка област, комисията предлага прехвърляне на земя и население, включващо прехвърляне на около 225 000 араби, живеещи в предвидената еврейска държава и 1250 евреи, живеещи в бъдеща арабска държава, мярка, считана за задължителна „в краен случай“. Комисията отчита, че за справяне с бъдещи икономически проблеми, плана за разделяне трябва да избягва намесата в еврейската имиграция, тъй като всяка намеса би могла да доведе до „икономическа криза“ поради факта, че голямата част от богатството на Палестина идва от еврейската общност. За да се реши прогнозният годишен бюджетен дефицит на арабската държава и намаляването на обществените услуги поради загуба на данък от еврейската държава, бива предложено еврейската държава да плаща годишна субсидия на арабската държава и да поеме половината от дефицита ѝ. Палестинско-арабско ръководство отхвърля предложението като неприемливо, предвид неравенството в предложения обмен на население и прехвърлянето на една трета от Палестина, включително голяма част от най-добрите ѝ земеделски земи. Еврейските лидери, Хаим Вайцман и Дейвид Бен-Гурион, убеждават ционисткия конгрес да даде временно одобрение на препоръките на Палестинската кралска комисия като основа за по-нататъшни преговори. В писмо до сина си през октомври 1937 г. Бен-Гурион обяснява, че разделянето ще бъде първа стъпка към „притежаването на земята като цяло“. Същото предположение, че приемането на разделянето е временна мярка, след която Палестина ще бъде „изкупена в цялост“, е изказано от Бен-Гурион и по други поводи. Пример е срещата на изпълнителния директор на Еврейската агенция през юни 1938 г.,
Британската комисия „Удхолд“ е създадена, за проучване на практичността при разделянето. Планът за разделяне е отхвърлен и разделен на две възможни алтернативи. През 1938 г. британското правителство издава декларация, в която заявява, че „политическите, административните и финансовите затруднения, свързани с предложението за създаване на независими арабски и еврейски държави в Палестина, са толкова големи, че това решение на проблема е невъзможно“. Представители на араби и евреи биват поканени в Лондон за конференцията в Сейнт Джеймс, която се оказа неуспешна.
С очертаването на Втората световна война британските политици имат силно изразено желание да спечелят подкрепата на арабския свят и активно подпомагат въоръженото участие в поредното арабско въстание. Бялата книга на Макдоналд от май 1939 г. декларира, че „не е част от политиката на (британското правителство) Палестина да се превърне в еврейска държава“, стреми се да ограничи еврейската имиграция към Палестина и да ограничи продажбите на арабска земя на евреите. Комисията на Лигата на нациите обаче приема, че Бялата книга е в противоречие с условията на мандата, изложени в миналото. Избухването на Втората световна война спира всякакви допълнителни обсъждания. Еврейската агенция се надява да убеди британците да възстановят еврейските имиграционни права и сътрудничи на британците във войната срещу фашизма. „Алия бет“ се организира, за да подкрепи евреите извън контролираната от нацистите Европа, въпреки британските забрани. Бялата книга също така води до създаването на „Лехи“, малка еврейска организация, която се противопоставя на британците.
След Втората световна война, през август 1945 г. президентът Труман иска прием в Палестина за 100 000 оцелели от Холокоста, но британците поддържат ограничение за еврейската имиграция в съответствие с Бялата книга от 1939 г. Еврейската общност отхвърля ограничението за имиграция и организира въоръжена съпротива. Тези действия и натискът на САЩ за прекратяване на антимиграционната политика довеждат до създаването на Англо-Американския анкетен комитет. През април 1946 г. Комитетът постига единодушно решение за: незабавно приемане на 100 000 еврейски бежанци от Европа в Палестина, отмяна на ограниченията от бялата книга за продажба върху земя на евреи, страната да не бъде нито арабска, нито еврейска, и удължаване на попечителството на ООН. САЩ одобрява констатациите на Комисията относно еврейската имиграция и ограниченията за закупуване на земя, докато Великобритания обуславя прилагането им с помощта на САЩ в случай на нов арабски бунт. Всъщност британците продължават да провеждат политиката си от Бялата книга. Препоръките предизвикват демонстрации с насилие в арабските държави и призовават за джихад, и унищожаване на всички европейски евреи в Палестина.

### Специален комитет на ООН за Палестина (UNSCOP)
Съгласно условията на мандатите от А класа на Лигата на нациите всяка такава задължителна територия трябва да стане суверенна държава при прекратяване на нейния мандат. След Втората световна война това се случва с всички сходни държави с чужд мандати, с изключение на Палестина. През февруари 1947 г. Великобритания обявява намерението си да прекрати мандата за Палестина, отнасяйки въпроса за бъдещето на Палестина до ООН. Надеждата била да се създаде двунационална държава, което означава неразделена Палестина. Политиката на британския външен министър Ърнест Бевин се основава на идеята за арабски възход, което среща опозиция в идеята на Хари Труман, който, настоява за британско-ционистки компромис. През май ООН сформира Специалния комитет на ООН за Палестина (UNSCOP), за да подготви доклад с препоръки. Еврейската агенция настоява за еврейско представителство и изключването на Великобритания и арабските страни в Комитета. Също така се настоява за посещения в лагери, където оцелелите от Холокоста са били интернирани в Европа като част от доклада на UNSCOP, и през май печели представителство в Политическия комитет. Арабските държави, убедени, че държавността е подрината и че преходът на власт от Лигата на нациите към ООН е оспорена по закон, искат въпросите да бъде преразгледани в Международния съд и отказват да сътрудничат на специалната комисия, което забавя покана за връзка и с Арабския висш комитет. През август, след три месеца провеждане на изслушвания и общо проучване на ситуацията в Палестина, доклада на мнозинството на Комитета препоръча региона да бъде разделен на арабска държава и еврейска държава, като трябва да се запази икономически съюз. За Йерусалим бива предвиден международен режим.

#### Предложен дял
Докладът на Комитета (ГЛАВА VI) предвижда разделянето на Палестина на три части: арабска държава, еврейска държава и град Йерусалим, свързани с екстериториални кръстовища. Предложената арабска държава включва централната част от Западна Галилея, с град Акре, хълмистата страна на Самария и Юдея, анклав в Яфа и южното крайбрежие, простиращо се от север от днешен Ашдод и обхващащо това, което е сега ивицата Газа, с участък от пустинята по египетската граница. Предложената еврейска държава включва плодородната Източна Галилея, крайбрежната равнина, простираща се от Хайфа до Реховот и по-голямата част от пустинята Негев, включително южната застава на днешен Ейлат. Йерусалимският корпус, включва Витлеем и околните райони.
Основните цели на Комитета биват политическо разделение и икономическо единство между двете държави. Планът се опитва максимално да приюти колкото се може повече евреи в еврейската държава. В много конкретни случаи това означава включване на райони с арабско мнозинство (но със значително еврейско малцинство) в еврейската държава. По този начин еврейската държава има общо голямо арабско малцинство. Райони, които биват слабо населени (като пустинята Негев), също биват включени в еврейската държава, за да се създаде място за имиграция. Според плана евреите и арабите, живеещи в еврейската държава, стават граждани на еврейската държава, а евреите и арабите, живеещи в арабската държава, са граждани на арабската държава.
По силата на глава 3 палестинските граждани, пребиваващи в Палестина извън град Йерусалим, араби или евреи, които, не притежават палестинско гражданство, след признаването на независимостта стават граждани на Държавата, в която пребивават и се ползват с пълни граждански и политически права.
Планът би имал следните демографски данни (данни, към 1945 г.).
| Територии                                                                                                  | Арабско население | %   | Еврейско население | %   | Общо население |
| Арабска страна                                                                                             | 725,000           | 99% | 10,000             | 1%  | 735,000        |
| Еврейска страна                                                                                            | 407,000           | 45% | 498,000            | 55% | 905,000        |
| Международна теритирия l                                                                                   | 105,000           | 51% | 100,000            | 49% | 205,000        |
| Общо | 1,237,000         | 67% | 608,000            | 33% | 1,845,000      |
| Данните са от доклад на Общото събрание на ООН: 3-ти септември 1947, глава 4, ал. А от план за Разделянето |                   |     |                    |     |                |

Земята, отредена на арабската държава в окончателния план, включва около 43% от първоначалната Палестина с всички планински райони, с изключение на Йерусалим и една трета от бреговата линия. Планините съдържат основните водоизточници на Палестина, които снабдяват с вода крайбрежните градове в централна Палестина, включително Тел Авив. Еврейската държава, трябва да получи 56% от първоначалната Палестина, малко по-голяма площ за настаняване за нарастващия брой евреи, които имигрират там. Еврейската държава включва три плодородни равнини – Шарон на брега, долината Израел и горната долина Йордан. По-голямата част от предложената територия на еврейската държава обаче се състои от пустинята Негев, която по това време не е подходяща нито за земеделие, нито за градско развитие. Еврейската държава получава само един достъп до Галилейското море, което е от решаващо значение за водоснабдяването и, и икономически важното Червено море.
Комитетът гласува плана, 25 до 13 страни (със 17 въздържали се) на 25 ноември 1947 г. и Общото събрание бива свикано на специална сесия за гласуване на предложението. Различни източници отбелязват, че това е с един глас по-малко от мнозинството от две трети, необходимо в Общото събрание.

## Специални Комитет
На 23 септември 1947 г. Генералната асамблея създава специална комисия по палестинския въпрос, която да разгледа доклада на UNSCOP. Биват поканени и присъстват представители на Арабския висш комитет и Еврейската агенция.
По време на обсъжданията в комитета британското правителство одобрявапрепоръките на доклада относно края на мандата, независимостта на държавите и еврейската имиграция. Британците обаче не се „чувстват в състояние да приложат“ нито едно споразумение, освен ако то не се счита приемливо и за арабските и еврейските представители, и изискали от Общото събрание да предостави алтернативен изпълнителен орган, ако се окаже, че британците не са способни да достигнат до компромисно предложение.
Арабският висш комитет отхвърля препоръките за малцинствата в доклада на UNSCOP. Те „заключват при проучване на историята на Палестина, че ционистките претенции към тази държава нямат правно или морално основание“. Арабският висш комитет твърди, че само единна арабска държава в цяла Палестина ще бъде в съответствие с Устава на ООН.
Еврейската агенция изразява подкрепа за повечето препоръки на UNSCOP, но подчерта „силния порив“ на преобладаващото мнозинство еврейски изселници да се заселят в Палестина. Еврейската агенция разкритикува предложените граници, особено в Западна Галилея и Западен Йерусалим (извън стария град), с аргумента, че те трябва да бъдат включени в еврейската държава. Те обаче се съгласяват да приемат плана, ако „той позволява незабавното възстановяване на еврейската държава със суверенен контрол върху собствената им имиграция“.
Арабските държави изискват представителство в специалните подкомитетите на ООН от октомври 1947 г., но биват изключени от Подкомисия 1, на която се възлага конкретната задача да проучи и ако се сметне за необходимо, да измени границите на предложения дял.

### Подкомитет 2
Подкомитет 2 се създава на 23 октомври 1947 г. за изготвяне на подробен план въз основа на предложения на арабските държави, които предоставят своя доклад в рамките на няколко седмици.
Въз основа на предходен британски доклад, Подкомитет 2 разкритикува доклада на Общото събрание на ООН за използване на неточни данни за населението, особено по отношение на популацията на бедуините. Британският доклад от 1 ноември 1947 г. използва резултатите от ново преброяване на населението в Беершева през 1946 г. с допълнително използване на въздушни снимки и оценка на населението в други области. Установено е, че броят на бедуинското население е силно занижен при предишни преброявания. В Беершева са преброени 3 399 бедуински къщи и 8 722 палатки. Общото население на бедуините се изчислява на приблизително 127 000; само 22 000 от тях обикновено живеят в арабската държава съгласно мажоритарния план на Общото събрание на ООН. Британският доклад гласи: „терминът Беершева бедуин има значение по-определено, отколкото би се очаквало в случая с номадско население. Тези племена, където и да се намират в Палестина, винаги ще се описват като племена Беершева. Привързаността им към района произтича от техните права върху земята там и тяхната историческа връзка с него.“
По отношение на доклада на Общото събрание на ООН Подкомитетът стига до заключението, че по-ранните оценки на населението трябва да бъдат коригирани в светлината на информацията, предоставена на Подкомитета от представителя на Обединеното кралство относно популацията на бедуините. Според изявлението 22 000 бедуини могат да бъдат приети за обичайно пребиваващи в районите, разпределени на арабската държава съгласно мажоритарния план на UNSCOP, а остатъкът от 105 000 жители в предложената еврейска държава. По този начин се показва, че предложената еврейска държава съдържа общо 1008 800 души, състояща се от 509 780 араби и 499 020 евреи. С други думи, в самото начало арабите имат мнозинство в предложената еврейска държава.
Подкомитет 2 препоръча да се постави въпросът за плана за разделяне пред Международния съд (Резолюция № I). По отношение на еврейските бежанци, дължащи се на Втората световна война, Подкомитетът препоръча да се поиска от страните, към които принадлежат бежанците, да прибрерат колкото е възможно повече бежанции (Резолюция № II). Подкомитетът предлага да се създаде единна държава (Резолюция № III).

#### Гранични промени
Специалната комисия прави редица гранични промени в препоръките на Общото събрание на ООН, преди те да бъдат гласувани.
Преобладаващо арабският град Яфа, по-рано разположен в рамките на еврейската държава, е конституиран като анклав (земя, която е обгръщана от чужда страна) на арабската държава. Границите на арабската държава биват променени, за да включва Беершева и ивица от пустинята Негев по египетската граница, докато част от брега на Мъртво море и други допълнения стават част от еврейската държава. Този ход увеличава еврейския процент в еврейската държава от 55% на 61%.
Предложените граници също поставят 54 арабски села от противоположната страна на границата от техните земеделски земи. В отговор Палестинската комисия на ООН е упълномощена да модифицира границите „по такъв начин, че селските райони като правилото няма да бъде разделено на държавни граници, освен ако не са необходими наложителни причини“. Тези модификации никога не се осъществяват.
Гласуване
Приемането на резолюцията изисква мнозинство от две трети от валидните гласове, без да се отчитат въздържали се и отсъстващи членове на тогавашните 56 държави членки на ООН. На 26 ноември, след приключване на ционистката делегация, гласуването бива отложено с три дни. Според множество източници, ако гласуването се проведе на първоначално определената дата, то би получило мнозинство, но по-малко от необходимите две трети. Биват дискутирани различни компромисни предложения и вариации за една държава, включително федерации и кантони системи (включително тези, които преди това са били отхвърлени в комисията). Забавянето бива използвано от поддръжниците на ционизма в Ню Йорк, за да окажат допълнителен натиск върху държави, които не подкрепят резолюцията.

## Гласуване

### Доклад за натиск и противоречие

#### Натиск
Ционистите стартират интензивно лоби в Белия дом, за да одобряването на плана на UNSCOP и ефектите не биват маловажни. Демократическата партия, голяма част от чийто принос идва от евреи, информира Труман, че неспазването на обещанията за подкрепа на евреите в Палестина ще представлява опасност за партията. Дезертирането на еврейските гласове на изборите за Конгрес през 1946 г. допринася за загубата на изборните. Според Роджър Коен, Труман е бил огорчен от чувството, че е заложник на фоайето и неговата „неоправдана намеса“, което той обвинява за съвременната безизходица. Когато на 11 октомври се дава официалната американска декларация в полза на разделянето, орган за връзки с обществеността заяви на извънредния съвет на ционистите на закрито заседание: „при никакви обстоятелства никой от нас не трябва да вярва или да мисли, че сме спечелили поради отделеността на Американското правителство за нашата кауза. Победихме поради силния натиск на политическата логистика, прилаган от еврейското ръководство в САЩ“. Съветът на Държавния департамент, критичен към противоречивата препоръка на UNSCOP да се предаде преобладаващо арабския град Яфа и Негев, на евреите, бива отменен от спешна и тайна късна среща, организирана за Хаим Вайцман с Труман, която веднага противопоставя препоръката. Първоначално САЩ се въздържат от натиск върху по-малките държави да гласуват по един или друг начин, но Робърт А. Ловет съобщава, че делото на американската делегация на ООН е препятствано от силен натиск от еврейски групи и че съществуват индикации, че се използват подкупи и заплахи, дори на американските санкции срещу Либерия и Никарагуа. Когато планът на UNSCOP не успява да постигне необходимото мнозинство на 25 ноември, лобито „преминава на висока скорост“ и подтиква президента да отмени решението на Държавния департамент и даде на колебливите правителства да разберат, че САЩ силно желаят разделяне.
Съобщава се, че привържениците на плана оказват натиск върху държавите да гласуват „за“ плана за разделяне. Телеграма, подписана от 26 американски сенатори с влияние върху сметките за чуждестранна помощ, е изпратена до колебливите страни, търсейки тяхната подкрепа за плана за разделяне. По това време американският сенат обмисля голям пакет от помощи, включващ 60 милиона долара за Китай. Много държави съобщават за натиск, насочен специално към тях:
· Съединени щати (гласуване: за): По-късно президентът Труман отбелязва: „Фактите са, че не само е имало действия на натиск около ООН за разлика от всичко, което се е виждало там преди, но и че Белият дом също е бил подложен на постоянен бараж. Не мисля, че някога е имало толкова голям натиск и пропаганда, насочени към Белия дом, колкото в този случай. Настойчивостта на няколко от екстремните ционистки лидери – активирани от политически мотиви и ангажирани в политически заплахи – ме обезпокоиха и подразниха.“
· Индия (гласуване: против): индийският премиер Джавахарлал Неру говори с гняв и презрение за начина, по който бива проведено гласуването на ООН. Той казава, че ционистите са се опитали да подкупят Индия с милиони и в същото време сестра му Виджая Лакшми Пандит, индийският посланик в ООН, е получавала ежедневни предупреждения, че животът ѝ е в опасност, освен ако „тя не гласува правилно“. „Пандит понякога намеква, че нещо може да се промени в полза на ционистите. Но друг индийски делегат, Кавалам Паникар, каза, че Индия ще гласува за арабската страна, поради голямото им мюсюлманско малцинство, въпреки че са знаели, че евреите имат дело. „
· Либерия (Гласуване: за): Посланикът на Либерия в Съединените щати се оплаква, че американската делегация заплашва с намаляване на помощта за няколко държави. Харви С. Файърстоун-младши, президент на компанията за естествен каучук Firestone, с големи притежания в страната, също оказал натиск върху правителството на Либерия.
· Филипини (гласуване: за): В дните преди гласуването представителят на Филипините генерал Карлос П. Ромуло заявява: „Ние считаме, че въпросът е предимно морален. Въпросът е дали ООН трябва да поеме отговорност за прилагането на политика, която е очевидно неприемлива за валидните националистически стремежи на народа на Палестина. Филипинското правителство счита, че ООН не трябва да поема такава отговорност.“ След телефонно обаждане от Вашингтон, представителят е отзован и гласът на Филипините се променя.
· Хаити (гласуване: за): Обещанието за заем от пет милиона долара може или не може да осигури гласуването на Хаити за разделяне.
· Франция (гласуване: за): Малко преди гласуването, френският делегат в ООН е посетен от Бернар Барух, дългогодишен еврейски поддръжник на Демократическата партия, който по време на последната световна война е икономически съветник на президента Рузвелт и впоследствие е назначен от президента Труман за посланик на Съединените щати в новосъздадената Комисия за атомна енергия на ООН. Той е частен поддръжник на Иргур и нейната фронтова организация, Американската лига за свободна Палестина. Барух намеква, че неспособността на Франция да подкрепи резолюцията може да блокира планираната американска помощ за Франция, която е била крайно необходима за възстановяване на френските валутни резерви, които са изчерпани, а платежният баланс е силно дефицитен. Преди това, за да избегне антагонизиране на своите арабски колонии, Франция не подкрепя публично резолюцията. След като обмисли опасността американската помощ да бъде задържана, Франция накрая гласува в полза на нея. По същиа начин постъпват съседите на Франция, Белгия, Люксембург и Холандия.
· Венецуела (гласуване: За): Карлос Едуардо Столк, председател на делегацията на Венецуела, гласува в подкрепа на Резолюция 181.
· Куба (гласуване: „против“): Кубинската делегация заявява, че ще гласува против разделянето „въпреки натиска върху нас“, тъй като не може да бъде страна по принуждаването на мнозинството в Палестина.
· Сиам (отсъства): пълномощията на сиамските делегации биват отменени, след като Сиам гласува против разделянето в комисията на 25 ноември.
· Съществуват и някои доказателства, че Сам Земурей е оказал натиск върху няколко „бананови републики“, за да променят гласовете си.

##### Противоречие
- Според Бени Морис, Васиф Камал, служител на арабския Висш комитет, се е опитал да подкупи делегат в ООН, може би руснак.
- По отношение на благосъстоянието на евреите в арабските страни биват отправени редица преки заплахи:
- Джамал Хюсейни обещава: „Кръвта ще тече като реки в Близкия изток“. Иракският премиер Нури ал Саид казва: „Ще разбием страната с оръжията си и ще унищожим всяко място, в което евреите търсят подслон“. Също добавя, че ако решението на ООН не е „задоволително“, „трябва да се вземат тежки мерки срещу всички евреи в арабските страни“.
- По отношение на благосъстоянието на евреите в арабските страни са направени редица прогнози:
  - На 24 ноември ръководителят на египетската делегация в Генералното събрание Мохамед Хюсеин Хейкал паша казва, че „животът на 1 млн. евреи в мюсюлманските страни ще бъде застрашен от създаването на еврейска държава.“
  - На 29-ото заседание на Специалния комитет на ООН за Палестина на 24 ноември 1947 г. д-р Хейкал паша, египетският делегат, казва, „ако ООН реши да ампутира част от Палестина, за да създаде еврейска държава, никоя сила на земята не може да попречи кръв да тече там. Освен това, никоя сила на земята не може да я ограничи до границите на самата Палестина. Еврейската кръв непременно ще бъде пролята и другаде в арабския свят, това ще постави в определена и сериозна опасност милион евреи.“ Махмуд бей Фаузи (Египет) казва: „... наложеното разделяне със сигурност ще доведе до кръвопролития в Палестина и в останалата част от арабския свят“.
  - В речта си в залата на Общото събрание на Флъшинг Медоу, Ню Йорк, в петък, 28 ноември 1947 г., външният министър на Ирак Фадел Джамол прави следното изявление: Разделянето, наложено против волята на по-голямата част от народа, ще застраши мира и хармония в Близкия изток. Очаква се не само въстанието на арабите от Палестина, но масите в арабския свят не могат да бъдат ограничени. Арабско-еврейските отношения в арабския свят ще се влошат значително. В арабския свят извън Палестина има повече евреи, отколкото в Палестина. Само в Ирак имаме около сто и петдесет хиляди евреи, които споделят с мюсюлманите и християните всички предимства на политическите и икономическите права. Хармонията преобладава сред мюсюлманите, християните и евреите. Но всяка несправедливост, наложена на арабите от Палестина, ще наруши хармонията между евреи и неевреи в Ирак; това ще породи междурелигиозни предразсъдъци и омраза.
  - Арабските държави предупреждават западните сили, че одобрението на плана за разделяне може да бъде последвано от едно или от двете петролно ембарго и преструктуриране на отношенията на арабските държави със Съветския блок.

##### Окончателен вот
На 29 ноември 1947, общото събрание на ООН гласува 33 на 13, при 10 въздържали се членове и един отсъстващ, в полза на промяната в плана за „Разделяне“. Окончателният вот е направен от съвременните регионални групи на ООН, а не от временните групи.

##### Гласуване на съвременните региони
Aнализите направени от съвременния състав стават по-късно известно като Регионалните групи на ООН, се показва сравнително изравнени стилове на гласуване при окончателното гласуване. Това обаче не отразява регионалната групировка по това време, тъй като през 1966 г. се случва голямо преструктуриране на регионалната групировка. Всички западни държави гласуват за резолюцията, с изключение на Обединеното кралство (носителят на мандата), Гърция и Турция. Съветският блок също гласува за разделяне, с изключение на Югославия, която трябвало да бъде изгонена от Комунистическо информационно бюро на следващата година. По-голямата част от латиноамериканските държави след бразилското ръководство, гласуват за разделяне, като значително малцинство се въздържа. Азиатските страни (предимно страните от Близкия изток) гласуват против разделянето, с изключение на Филипините.
| Регионални групи            | Вот на събранието на ООН | ЗА | Против | Отсъстващи |
| Африка                      | 4                        | 2  | 1      | 1          |
| Азия                        | 11                       | 1  | 9      | 1          |
| Западна Европа              | 6                        | 5  | 0      | 1          |
| Латинска Америка и Карибите | 20                       | 13 | 1      | 6          |
| Източна Европа              | 15                       | 12 | 2      | 1          |
| Общ брой                    | 56                       | 33 | 13     | 10         |

## Реакции

### Евреи
Повечето евреи в Палестина и по света реагират на резолюцията на ООН със задоволство, въпреки това съществуват недоволни. Евреите се събират в Тел Авив и Йерусалим, за да отпразнуват резолюцията на ООН през цялата нощ след гласуването. Големи огньове пламват в еврейските колективни ферми на север. Много големи кафенета в Тел Авив сервират безплатно шампанско. Основните ционистки лидери подчертават „тежката отговорност“ за изграждането на модерна еврейска държава и се ангажират да работят за мирно съжителство с останалите жители на региона: еврейските групи в САЩ приветстват действието на ООН. Повечето приветстват плана за Палестина, но някои смятат, че той не разрешава проблема.
Някои ревизионистки ционисти отхвърлят плана за разделяне като отказ от законно еврейска национална територия. Иргун Цвай Леуми, водени от Менахем Бегин и Лехи, свързани с ревизионистките подземни организации, които се бият срещу британците и арабите, изразяват своето противопоставяне. Бегин предупреждава, че разделянето няма да донесе мир, защото арабите също ще атакуват малката държава и че „в предстоящата война ще трябва да стоим сами, това ще бъде война за нашето съществуване и бъдеще“ Той също така заявява, че „Разделянето на нашата родина е незаконно и никога няма да бъде признато.“ Бегин е сигурен, че създаването на еврейска държава ще направи възможно териториалното разширяване „след проливането на много кръв“.
Някои учени след ционизма подкрепят възгледа на Симха Флапан, че е мит, че ционистите са приели разделянето като компромис, с който еврейската общност изоставя амбициите за цяла Палестина и признава правата на арабските палестинци върху собствената си държава. По-скоро, твърди Флапан, приемането е само тактически ход, който има за цел да осуети създаването на арабска палестинска държава и едновременно с това да разшири територията, която е била отредена от ООН на еврейската държава. Барух Кимерлинг заявява, че ционистите „официално са приели плана за разделяне, но са вложили всичките си усилия за подобряване на неговите условия и максимално разширяване на границите им, като същевременно намаляват броя на арабите в тях“.
Обръщайки се към Централния комитет на Хистадрут (Работната партия на Ерец Израел) дни след гласуването на ООН за разделяне на Палестина, Бен-Гурион изразява опасението си, като заявява: Общото население на еврейската държава по време на нейното създаване ще бъде около един милион, включително почти 40% неевреи. Такъв състав на (населението) не осигурява стабилна основа за еврейска държава. Този (демографски) факт трябва да се разглежда с цялата му яснота и острота. При такъв състав на (населението) не може дори да има абсолютна сигурност, че контролът ще остане в ръцете на еврейското мнозинство. Не може да има стабилна и силна еврейска държава, при положение че има еврейско мнозинство от само 60%. Бен-Гурион казва: „Не знам за по-големи постижения на еврейския народ в дългата му история, откакто той е станал народ.“

#### Арабската реакция
Арабските лидери и правителства отхвърлят плана за разделяне в резолюцията и посочват, че отхвърлят всеки друг план за разделяне. Делегациите на арабските държави декларират веднага след гласуването за дела, че няма да бъдат обвързани от решението, и излизат от заседанието, придружени от индийските и пакистанските делегати.
Те твърдят, че това нарушава принципите на национално самоопределение в Хартата на ООН, която дава на хората правото сами да решават съдбата си. Арабските делегации при ООН излизат със съвместно изявление на следващия ден след гласуването, в което се казва: „Гласуването по отношение на разделянето на Палестина е направено под голям натиск и принуда и това го прави двойно невалидно.“
На 16 февруари 1948 г. палестинската комисия на ООН към Съвета за сигурност съобщава, че: „Мощните арабски интереси, както в Палестина, така и извън нея, се противопоставят на резолюцията на Общото събрание и участват в умишлени усилия да променят със сила уреждането, предвидено в него.“

##### Арабски държави
Няколко седмици след като Общото събрание на ООН публикува своя доклад, Азам паша, генералният секретар на Арабската лига, е цитиран от египетски вестник, в който казва: „Лично се надявам евреите да не ни принудят да участваме в тази война, защото това ще бъде война за елиминиране и това ще бъде опасно клане, което историята ще отчете по подобен начин на монголското клане или на кръстоносните войни.“ (Това изявление от октомври 1947 г. често е неправилно докладвано, че е направено много по-късно на 15 май 1948 г.) Аззам каза на Алек Киркбриде: „Ние ще ги пометем [евреите] в морето“. Сирийският президент Шукри ал Куватли каза на своя народ: „Ще изкореним ционизма“.
Докато Аззам паша повтаря заплахите си, за да осуети насилствено преградата, първият важен арабски глас подкрепил раздялата е влиятелният египетски всекидневник Ал Мокатам: „Ние сме за разделянето, защото вярваме, че това е най-доброто окончателно решение на проблема на Палестина, отхвърлянето на разделянето ще доведе до допълнителни усложнения и ще даде на ционистите още време, за да завършат плановете си за отбрана и атака, закъснение с още една година, което не би било от полза за арабите, но би довело до ползи за евреите, особено след британската евакуация.“ На 20 май 1948 г. Аззам заявява пред репортери: „Ние се борим за Арабска Палестина. Какъвто и да е резултатът, арабите ще се придържат към предложението си за равно гражданство на евреите в Арабска Палестина и ще им позволят да бъдат толкова евреи, колкото им харесва. В райони, където те преобладават, те ще имат пълна автономия.“
Арабската лига заявява, че част от евреите ще трябва да бъдат изгонени от палестинската арабска държава.
Абдула назначава Ибрахим Хашем паша за военен управител на арабските райони, окупирани от войски на Трансйордания. Той е бивш министър-председател на Трансйордания, който подкрепя разделянето на Палестина, както е предложено от Комисията за обезсилване и Обединените нации.

###### Арабското население в Палестина
Ционистите отхвърлят плана за разделянето на Палистина от страна на арабите за просто непримиримост. Палестинските араби се противопоставят на самата идея за разделяне, но повтарят, че този план за разделяне е несправедлив: по-голямата част от земята (56%) отива в еврейска държава, когато евреите на този етап законно притежават само 6 – 7% от нея и остават малцинство от населението (33% през 1946 г.). По плана има и непропорционални разпределения, а в района под еврейски контрол се намира 45% от палестинското население. На предложената арабска държава са дадени само 45% от земята, голяма част от която е негодна за земеделие. Яфа, макар и географски разделена, трябваше да бъде част от арабската държава. Планът разпределя на еврейската държава по-голямата част от пустинята Негев, която е слабо населена и неподходяща за земеделие, но също така и „жизненоважен сухопътен мост, защитаващ британските интереси от Суецкия канал до Ирак“.
Малко палестински араби се присъединяват към Арабската освободителна армия, защото подозират, че другите арабски държави не планират независима палестинска държава. Според Ян Бикертън, поради тази причина много от тях предпочитат разделянето и показват готовност да живеят заедно с еврейска държава. Той също така споменава, че семейство Нашишиби подкрепя крал Абдула и съюз с Трансйордания.

###### Британското правителство
Когато Бевин получава предложението за разделяне, той незабавно заповядва това да не се налага на арабите. Планът бива динамично обсъждан в британския парламент. На заседание на британския кабинет на 4 декември 1947 г. е взето решението мандатът да приключи в полунощ на 14 май 1948 г. Пълното оттегляне да бъде до 1 август 1948 г. и Великобритания да не прилага плана за разделяне на ООН. На 11 декември 1947 г. Великобритания обявява, че мандатът ще приключи в полунощ на 14 май 1948 г. и единствената ѝ задача ще бъде да завърши оттеглянето до 1 август 1948 г. По време на периодът, в който британското правителство се оттегля, тъй като отказа да сподели администрацията на Палестина с предложения режим на ООН за преход, за да позволи на Палестинската комисия на ООН да установи присъствие в Палестина по-рано от две седмици преди края на мандата и да се създаде официални еврейски и арабски милиции или да съдейства за безпроблемното предаване на територия, или власт на който и да е наследник.

###### Правителството на САЩ
Съединените щати отказват да признаят правителството на Палестина в Газа, като обясняват, че са приели предложението на посредника на ООН. Медиаторът препоръча Палестина, както е дефинирана в оригиналния мандат, включително Трансйордания, да образува съюз. “В дневника на Бернадот се казва, че мюфтийството е загубило доверие поради нереалистичните си прогнози относно поражението на еврейските милиции. Бернадот отбелязва: „Изглежда, че при съществуващите обстоятелства повечето от палестинските араби биха били доволни да бъдат включени в Трансйордания.“

## Последващи събития
Планът за разделяне на Икономическия съюз не е реализиран в дните след резолюцията от 29 ноември 1947 г., както е предвидено от Общото събрание. То бива последвано от огнища на насилие в Палестина между палестински евреи и араби, известно като Гражданска война 1947 – 1948. След като Алън Кънингам, върховният комисар на Палестина, напуска Йерусалим, на сутринта на 14 май британската армия също напуска града. Британците оставят вакуум на властта в Йерусалим и не предприемат мерки за установяване на международния режим в Йерусалим. „В полунощ на 14 май 1948 г. изтича срокът на мандата на Великобритания, а Великобритания разединява силите си. По-рано вечерта Еврейският народен съвет се събира в музея в Тел Авив и одобрява прокламация, в която се декларира „създаването на еврейска държава в Ерец Израел, която да бъде известна като Държава Израел“. Арабско-израелската война от 1948 г. започва с нахлуването или намесата в Палестина от арабските държави на 15 май 1948 г.

## Резолюция като правно основание за Палестинска държава
През 1988 г. Организацията за освобождение на Палестина публикува Палестинската декларация за независимост, разчитайки на Резолюция 181, аргументирайки, че резолюцията продължава да предоставя международна легитимност за правото на палестинския народ на суверенитет и национална независимост. Редица учени са писали в подкрепа на тази гледна точка.
В искане на Генералното събрание за консултативно становище, Резолюция ES-10/14 (2004), конкретно се цитира резолюция 181 (II) като „съответна резолюция“ и се прави запитване до Международния съд (МС) какви са правните последици от съответните резолюции на Съвета за сигурност и Общото събрание. Съдия Абдул Корома обяснява мнението на мнозинството: "Съдът също така е приел, че правото на самоопределение като установено и признато право съгласно международното право се прилага за територията и за палестинския народ. Съответно упражняването на това право дава възможност на палестинците да бъдат в собствена държава, както първоначално беше предвидено в Резолюция 181 (II) и впоследствие потвърдено. “В отговор проф. Пол Де Ваарт казва, че Съдът поставя законността на Мандата на Палестина от 1922 г. и 1947 г. Планът на ООН за разделяне несъмнено веднъж завинаги.